# Valentin Wernz
Valentin Wernz (* 6. Januar 1995 in Spaichingen) ist ein deutscher Triathlet. Er ist deutscher Triathlon-Meister im Junioren- und Elitebereich, Europameister Triathlon-Sprintdistanz (2022) und zudem Europa- und Vizeweltmeister mit der Staffel.

## Werdegang
Valentin Wernz startete 2009 bei seinen ersten Triathlon-Wettkämpfen und 2012 erfolgte die Aufnahme in den DC-Bundeskader.
Im Juni 2014 wurde er bei der Triathlon-Europameisterschaft im österreichischen Kitzbühel im Teamsprint mit dem deutschen Team (mit Lena Meißner, Lasse Lührs und Laura Lindemann) Junioreneuropameister.
Im Juli wurde er Deutscher Juniorenmeister Triathlon.
Mit Bronze in Australien holte sich der damals 24-Jährige März 2019 seine erste Medaille im Triathlon World Cup (750 m Schwimmen, 20 km Radfahren und 5 km Laufen). Vier Monate später wurde er Vizeweltmeister Triathlon mit Nina Eim, Laura Lindemann und Justus Nieschlag im Team.
August gleichen Jahres wurde er in Berlin Deutscher Meister auf der Triathlon-Sprintdistanz.
2022 folgte für Wernz der nächste Erfolg mit der Auszeichnung zum Europameister auf der Triathlon-Sprintdistanz in Polen.
Trainiert wird der in Saarbrücken lebende Sportler von Christian Weimer und Daniel Unger.

## Sportliche Erfolge
| Datum/Jahr    | Rang | Wettbewerb                                             | Austragungsort | Zeit     | Bemerkung                                                                                                   |
| ------------- | ---- | ------------------------------------------------------ | -------------- | -------- | --- |
| 12. Juli 2025 | 40   | ITU World Championship Series 2025                     | Hamburg        | 00:53:01 | |
| 31. Mai 2025  | 20   | ITU World Championship Series 2025                     | Alghero        | 01:47:49 | |
| 5. Okt. 2024  | 11   | ITU Triathlon World Cup                                | Rom            | 00:56:13 | hinter dem Franzosen Yanis Seguin                                                                           |
| 14. Aug. 2022 | 2    | ETU Triathlon European Championship Mixed Relay        | München        | 01:26:03 | Europameisterschaft; gemischte Staffel; mit Nina Eim, Simon Henseleit und Laura Lindemann                   |
| 17. Juli 2022 | 5    | Alpen-Triathlon                                        | Schliersee     | 00:54:27 | |
| 27. Mai 2022  | 1    | ETU Sprint Triathlon European Championships            | Olsztyn        | 00:23:27 | ETU-Europameister Triathlon Sprintdistanz                                                                   |
| 23. Apr. 2022 | 2    | ATU Africa Triathlon Cup                               | Swakopmund     | 00:56:44 | hinter Tim Hellwig                                                                                          |
| 27. Sep. 2019 | 2    | ASTC Triathlon Asian Cup                               | Aqaba          | 01:50:14 | |
| 3. Aug. 2019  | 1    | DTU Deutsche Meisterschaft Triathlon Sprintdistanz     | Berlin         | 00:54:55 | Deutscher Meister Sprintdistanz                                                                             |
| 31. März 2019 | 6    | ITU Triathlon World Cup                                | New Plymouth   | 00:56:25 | |
| 16. März 2019 | 3    | ITU Triathlon World Cup                                | Mooloolaba     | 00:52:22 | |
| 9. Juli 2017  | 1    | ETU Sprint Triathlon European Cup                      | Tartu          | 00:55:32 | |
| 28. Juni 2015 | 2    | DTU Deutsche Meisterschaft Triathlon U23               | Düsseldorf     | 00:55:10 | Deutsche Triathlon-Meisterschaft auf der Sprintdistanz (0,75 km Schwimmen, 20 km Radfahren und 5 km Laufen) |
| 20. Juli 2014 | 1    | DTU Deutsche Meisterschaft Triathlon Junioren          | Grimma         | 00:58:20 | Deutscher Juniorenmeister Triathlon                                                                         |
| 22. Juni 2014 | 1    | ETU Triathlon European Championship Mixed Relay Junior | Kitzbühel      | 01:39:28 | im Team mit Lena Meißner, Laura Lindemann und Lasse Lührs                                                   |
| 9. Juli 2012  | 15   | ETU Triathlon European Cup Junior Men                  | Tábor          | 00:57:04 | |

(DNF – Did Not Finish)